# Страдом (район Ченстоховы)

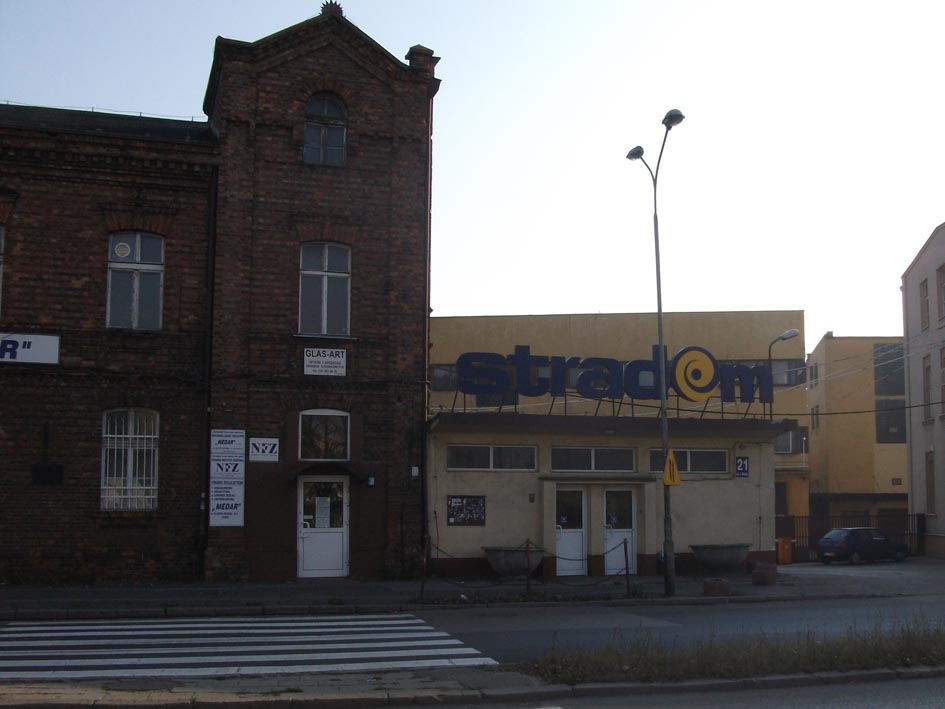
Фабричная застройка района

Страдом (пол. Stradom) — городской район на юге города Ченстохова в Польше.
27 июля 1593 Кшиштоф Страдомский купил от города Ченстохова местность над реками Рыбная и Конопка. Позже здесь появилась мельница, деревня и фольварк. В 1791 тут проживало 147 человек. В 1882 возникла текстильная фабрика «Страдом» (пол. «Stradom»), на которой в 1914 работало 2300 рабочих. В 1903 была построена железная дорога Ченстохова — Русские-Гербы, ведущая к границе с Германией. Здесь находится железнодорожная станция Ченстохова-Страдом. Сейчас в районе расположены обслуживающие предприятия и оптовые магазины, школы, жилые дома.
В 1906—1914 в казармах Зачише квартировали полки 14-й кавалерийской дивизии Российской империи (ныне Центральная школа пожарной охраны).

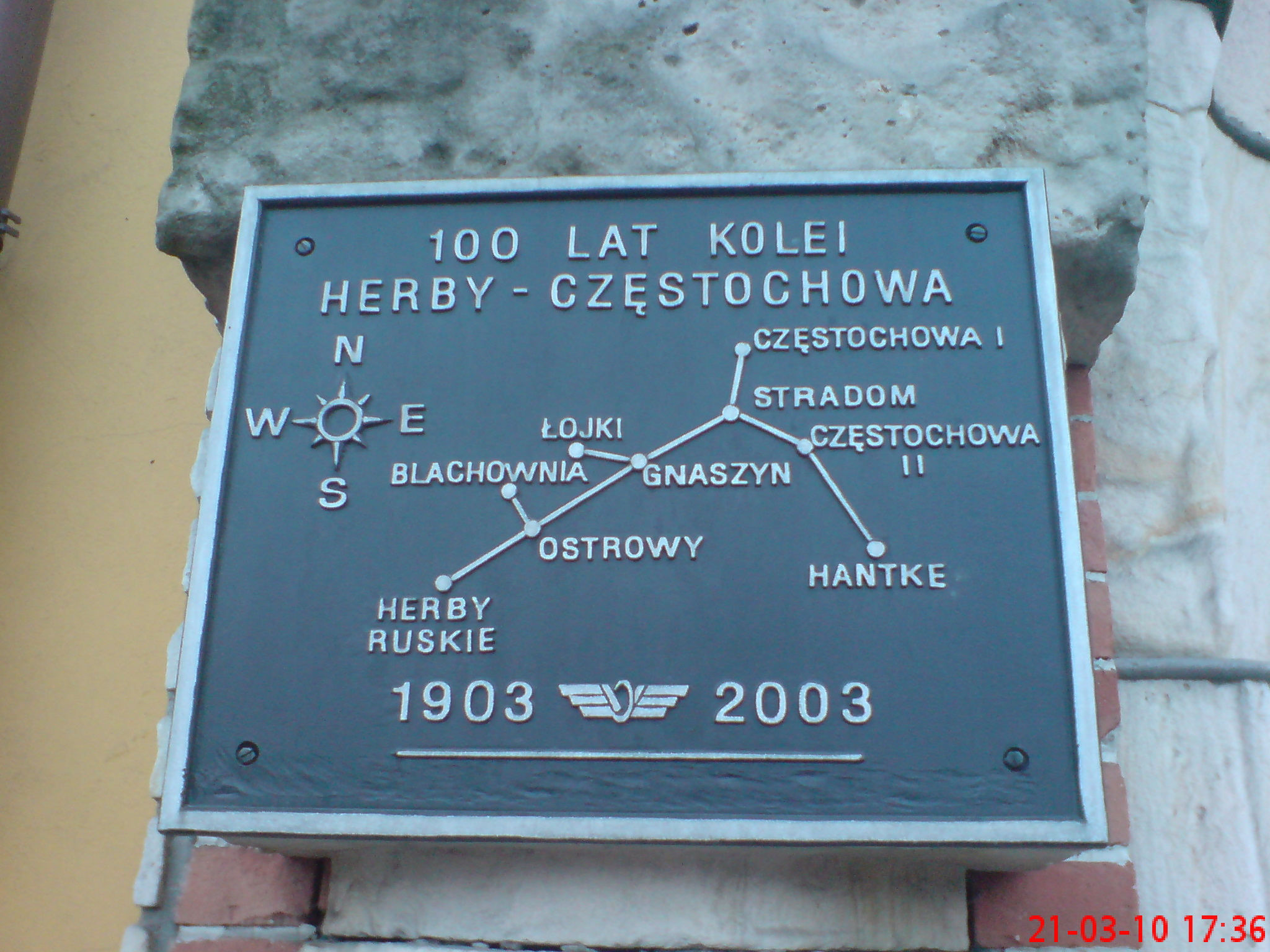
Мемориальная доска 100-летя железной дороги Ченстохова – Русские-Гербы
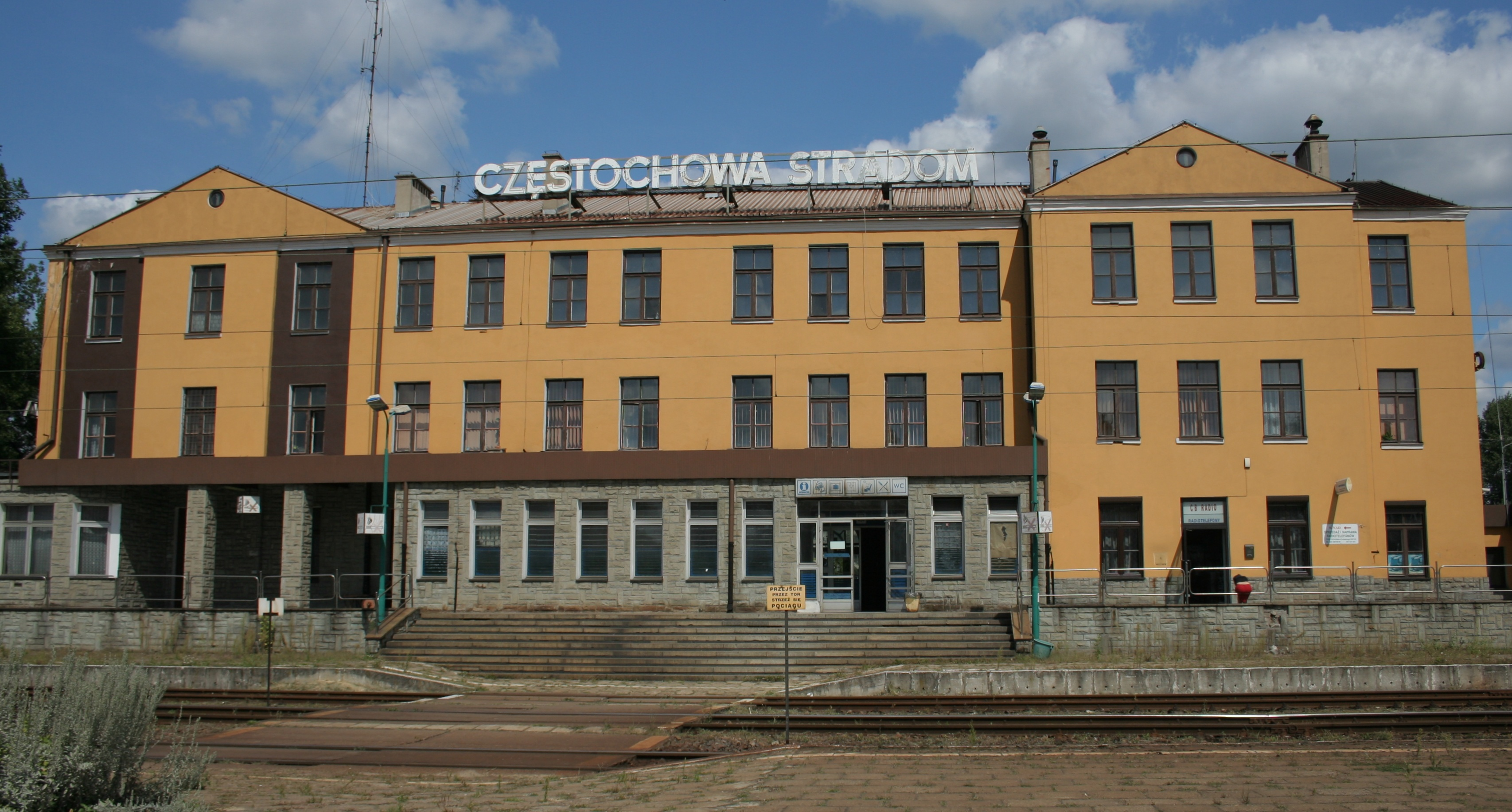
Вокзал на железнодорожной станции Ченстохова-Страдом
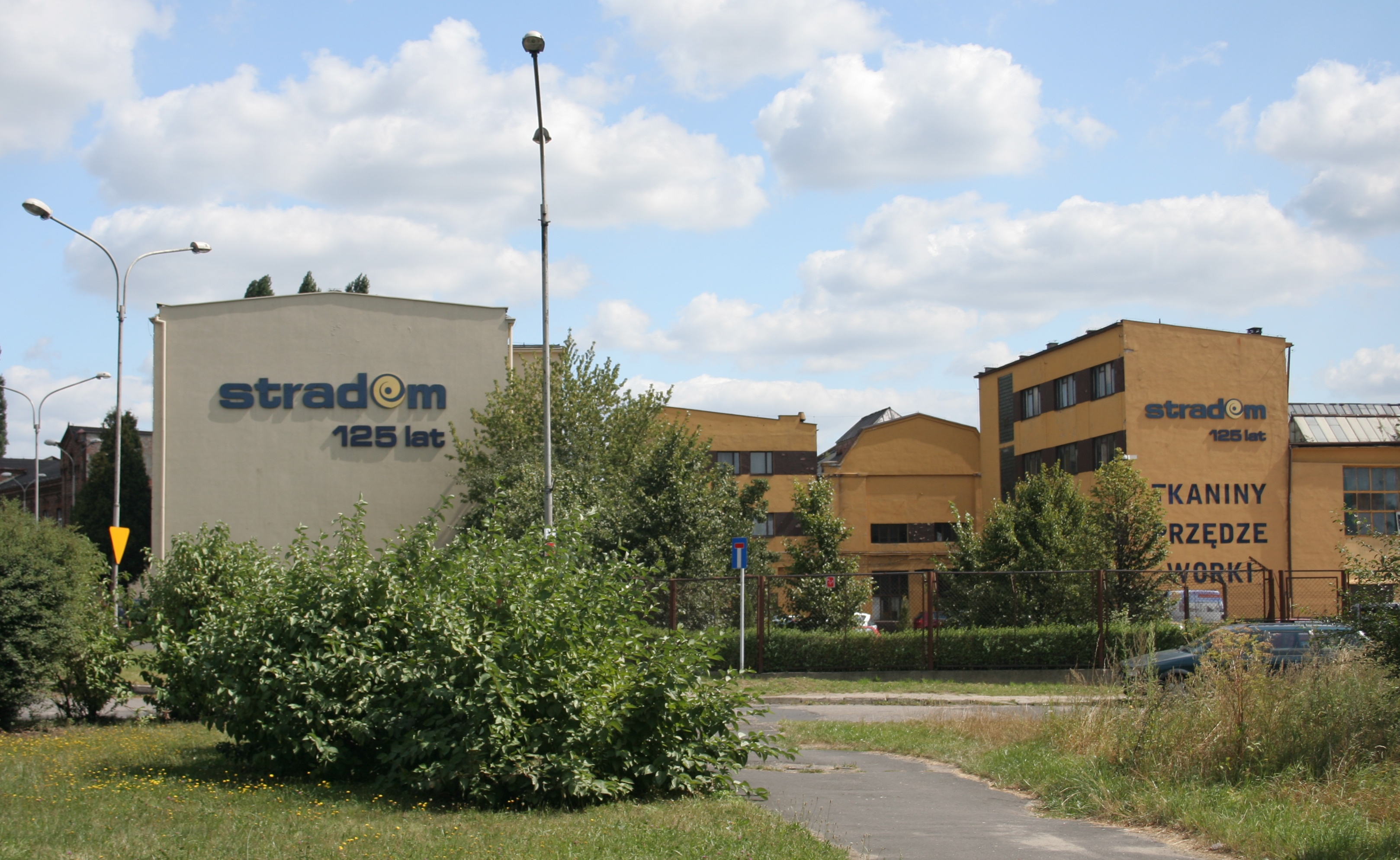
Текстильная фабрика «Страдом»
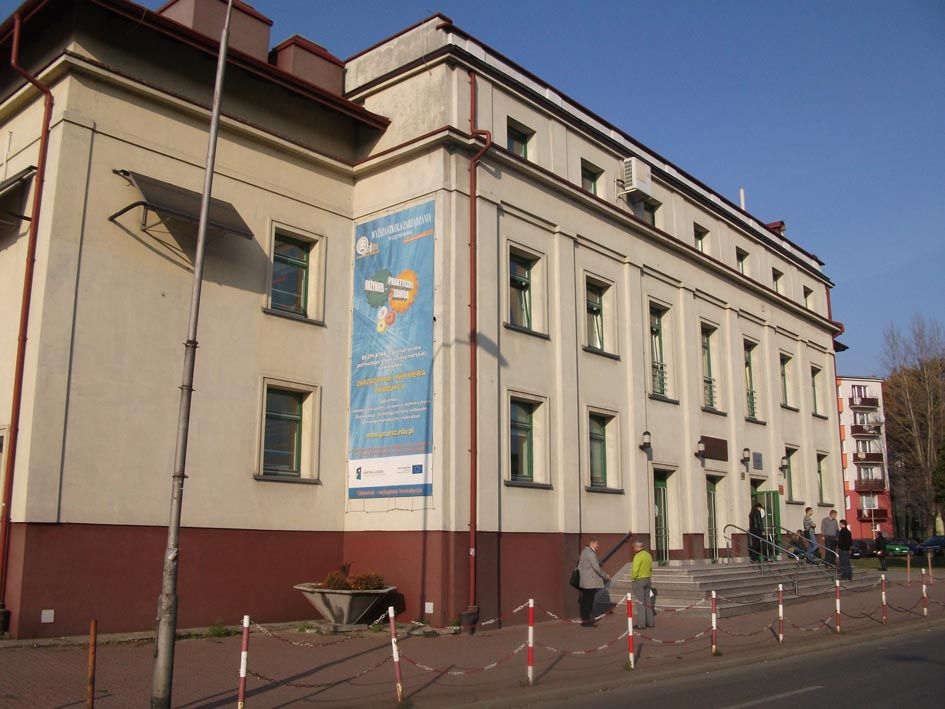
Высшая школа управления
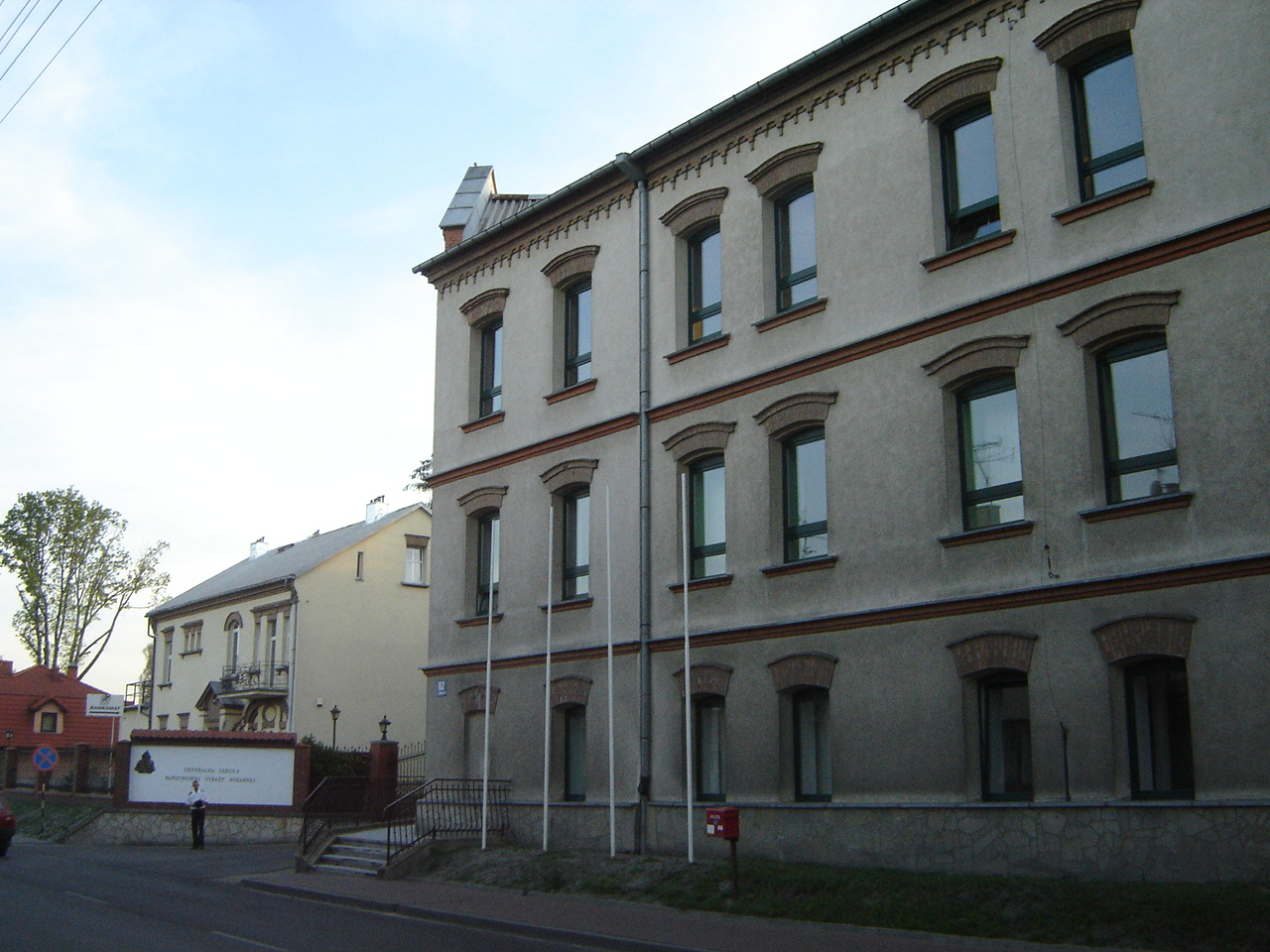
Центральная школа пожарной охраны